# HGST
HGST, antigamente chamada de Hitachi Global Storage Technologies, é uma empresa dos Estados Unidos que é especializada em Unidades de Armazenamento de computador. Foi fundada em 2003 após a fusão das divisões de drives de discos da IBM e da Hitachi, porém em 2005 a Hitachi comprou a participação da IBM na empresa por US$ 2,05 bihões.Em 7 de Março de 2011 o grupo americano Western Digital comprou toda a empresa por US$ 4,3 bilhões, e apesar da compra, a empresa foi obrigada a operar de forma autônoma até 2015 devido a  condições impostas pelo governo chinês O nome HGST foi mantido até 2018 quando todos os produtos pasaram a ser comercializado pela marca Western Digital.